# La Saveur du Songrong
La Saveur du Songrong est le treizième tome de la série de bande dessinée Jonathan. 
À chaque album de la série est associée une liste de musiques d'ambiance. Pour ce tome : 
- Yungchen Lhamo : Tibet, Tibet
- Ling Ling Yu : Tian e
- The Kinks : Days

## Personnages
- Jonathan :

## Résumé
Jonathan se trouve à la frontière sino-tibétaine, il attend un colonel de l'armée populaire de Chine qui est choriste dans les chœurs de l'armée. Il l'attend dans la région de production du Songrong un champignon fort apprécié, durant son attente, il découvre que dans un monastère...  

### Documentation
- Philippe Audoin, « Tintouin au Tibet », BoDoï, no 46,‎ novembre 2001, p. 14.